# Evgheni Oancea
Evgheni Oancea (5 gennaio 1996) è un calciatore moldavo, centrocampista svincolato.

## Carriera

### Club
Ha debuttato tra i professionisti con la maglia dello Sheriff Tiraspol nel 2016, squadra in cui è cresciuto a livello giovanile. Con la formazione della Transnistria, vince tre campionati, due coppe e una supecoppa nazionale, guadagnandosi anche un posto da titolare.
Svincolatosi nell'estate del 2019, si trasferisce in Russia, firmando per lo SKA-Chabarovsk. Totalizza con la formazione dell'estremo oriente russo 22 presenze nel campionato cadetto. 
Successivamente alla sua esperienza russa, veste le maglie di Sfîntul Gheorghe, Noah, Concordia Chiajna, Milsami Orhei e Florești.

### Nazionale
Ha giocato, tra il 2012 e il 2018, per le selezioni giovanili under-17, under-19 e under-21.
Tra il 2019 e il 2021 viene anche convocato in nazionale maggiore, senza riuscire tuttavia ad esordire.

## Palmarès

### Competizioni nazionali
- Supercoppa di Moldavia: 1

Sheriff Tiraspol: 2016
- Coppa di Moldavia: 2

Sheriff Tiraspol: 2016-2017, 2018-2019
- Campionato moldavo: 3

Sheriff Tiraspol: 2016-2017, 2017, 2018